# Fi2 Ceti
Fi2 Ceti, som är stjärnans Bayer-beteckning, är en ensam stjärna belägen i den västra delen av stjärnbilden Valfisken och har även Flamsteed-beteckningen 19 Ceti. Den har en skenbar magnitud på 5,17 och är svagt synlig för blotta ögat där ljusföroreningar ej förekommer. Baserat på parallaxmätning inom Hipparcosuppdraget på ca 63,5 mas, beräknas den befinna sig på ett avstånd på ca 51 ljusår (ca 16 parsek) från solen. Den rör sig bort från solen med en heliocentrisk radialhastighet på ca 8 km/s.

## Egenskaper
Fi2 Ceti är en gul till vit stjärna i huvudserien av spektralklass F7 V. Den har en massa som är ca 1,2 solmassor, en radie som är ca 1,2 solradier och utsänder från dess fotosfär ca 1,8 gånger mera energi än solen vid en effektiv temperatur av ca 6 400 K.